# Pepi Hopf

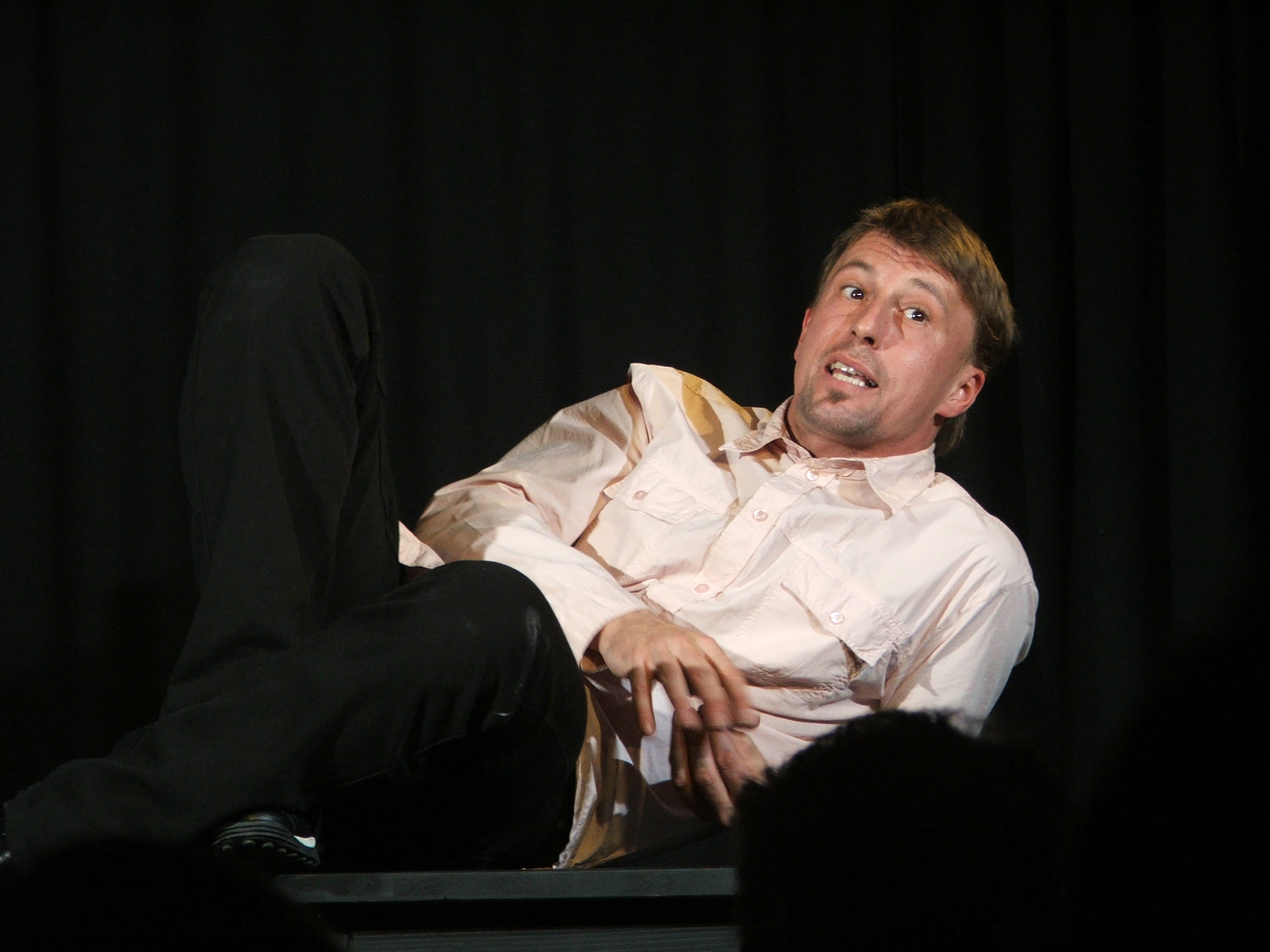
Pepi Hopf (2004)

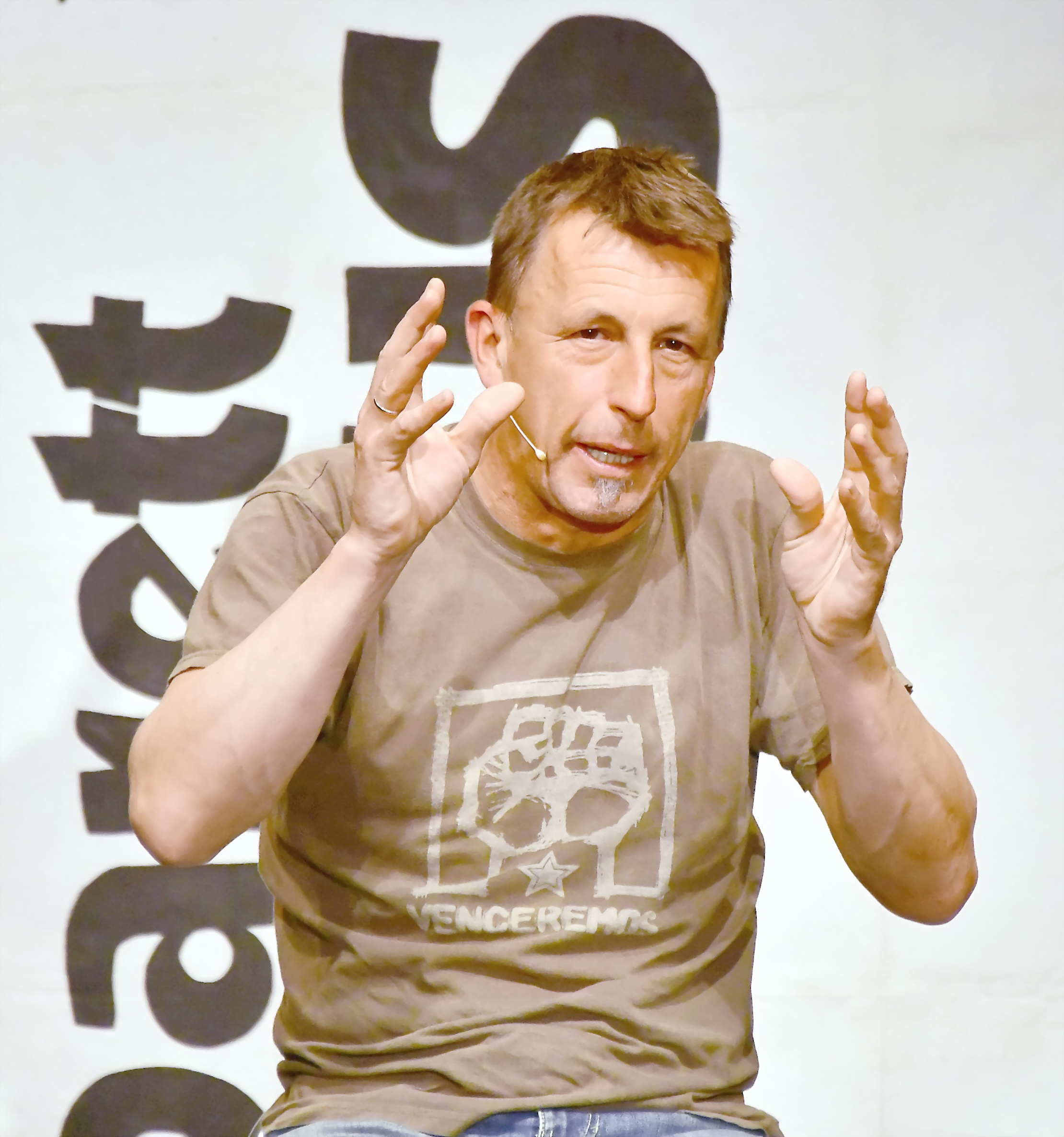
Pepi Hopf beim Kabarett Kaktus, München, 2016

Pepi Hopf (* 26. Oktober 1970 in Wien) ist ein österreichischer Kabarettist.

## Programme
- 1996: mitn 71er nach Australien
- 1998: a wos scheiß i mi
- 2000: Fluchachterl
- 2001: Cuba libre
- 2003: hopfüber
- 2003: die lange Nacht des Kabaretts mit Martin Kosch, Klaus Eckel und Thomas Stipsits
- 2005: Gib Dir Dein Leben zurück, unter der Regie von Großmeister Leo Lukas
- 2007: Schleudern! Ein Abend im Feinripp, Regie Leo Lukas
- 2010: Dirty Pepi Regie Leo Lukas
- 2011: Unschuldig
- 2013: Danke, sehr sozial!
- 2015: Anonymer Optimist
- 2016: der Seelentröster
- 2018: Gemmas an!
- 2020: Sternzeichen: Stur
- 2022: Alles bleibt anders
- 2024: Vorsicht bissiger Hopf

## Auszeichnungen
- 1996: Gmundner Schwan
- 2004: Österreichischer Kabarettförderpreis für  Die Lange Nacht Des Kabaretts mit Martin Kosch, Klaus Eckel und Thomas Stipsits
- 2006: Österreichischer Kabarettförderpreis für gib Dir Dein Leben zurück